# Кіта-Накаґусуку
Кіта́-Накаґу́суку (яп. 北中城村, きたなかぐすくそん, МФА: [kʲi̥ta nakagusu̥ku soɴ]?) — село в Японії, в повіті Накаґамі префектури Окінава.   Площа становить 11,53 км². Станом на 1 липня 2012 року населення складало 16 037  осіб, густота населення — 1390 осіб/км².   

Протягом 1429—1871 років територія села входила до складу Рюкюської держави. 1871 року остання була перетворена на японський автономний уділ Рюкю. 1879 року цей уділ анексувала Японська імперія, яка перетворила його на префектуру Окінава.